# Dellia bayahibe
Dellia bayahibe är en insektsart som beskrevs av Perez-gelabert 2002. Dellia bayahibe ingår i släktet Dellia och familjen gräshoppor. Inga underarter finns listade i Catalogue of Life.